# The Keys of Marinus
The Keys of Marinus é o quinto serial da primeira temporada da série de ficção científica britânica Doctor Who. A história foi transmitida originalmente em seis semanas, entre 11 de abril e 16 de maio de 1964 na BBC TV. Foi escrita por Terry Nation. É notável por sua estrutura, na medida em que foi o primeiro que apresenta várias viagens durante um único arco. Como The Chase, The Daleks' Master Plan e The Infinite Quest que o seguiram, The Keys of Marinus tem o elenco principal se movendo para lugares diferentes em quase todos os episódios. Foi também o primeiro de vários seriais de seis partes em Doctor Who.
Também é introduzido os Voords, a primeira de uma longa sequência, mas geralmente sem sucesso, de tentativas de encontrar um inimigo tão popular como os Daleks.
Episódio três, ou "The Screaming Jungle", foi alvo da primeira acusação séria de plágio da série. Robert Gould havia reclamado para Donald Wilson que a noção de uma história sobre a vida vegetal na posição evolutiva dominante em um planeta tinha sido algo que ele tinha delineado para editor de roteiro David Whitaker. Whitaker foi obrigado a escrever um memorando para Wilson em 26 de Março de 1964, em que ele fez uma defesa detalhada contra a acusação de Gould. A defesa bem sucedida de Whitaker apoiou a afirmação de que Terry Nation tinha chegado de forma independente no uso de vegetação hostil em "Jungle", e que a ideia de Gould é derivada de The Day of the Triffids, de qualquer maneira. 
Como todos os outros episódio de Doctor Who dessa era,The Keys of Marinus teve que encontrar uma maneira de incapacitar a TARDIS para resolver o "por que não ir embora?". No entanto, Nation inventou o Dispositivo Discador de Viagem e por isso teve de separar os personagens uns dos outros também para resolver o mesmo problema.

## Sinopse
A TARDIS chega no planeta Marinus em uma ilha de vidro cercada por um mar de ácido. Os viajantes são forçados pelo ancião Arbitan a recuperar quatro das cinco chaves de operação para uma máquina chamada de Consciência de Marinus, da qual ele é o protetor. Estas foram escondidas em locais diferentes ao redor do planeta, para evitar que caiam nas mãos do maligno Yartek e seus guerreiros Voord, que planejam se aproveitar da máquina e usar seu poder influenciador-de-mentes, originalmente benevolente, para seus próprios propósitos sinistros.

## Enredo
Em uma pequena ilha com uma praia de vidro, cercado por um mar de ácido, no planeta Marinus, está uma torre com muitas entradas secretas. Dentro da torre, está Arbitan, guardião da consciência de Marinus, uma vasta computador desenvolvido dois milênios antes como uma vasta máquina de justiça que manteve a lei e a ordem em todo o planeta. Para setecentos anos, a consciência era absoluta, irradiando sua energia em todo o planeta Marinus, e eliminando todo o pensamento do mal. Mas então Yartek, líder do estrangeiro Voord, funcionou como resistir a seus impulsos.
Quando o doutor e seus companheiros Barbara Wright, Ian Chesterton e Susan chegarem na ilha, eles são trazidos para a torre para uma audiência com Arbitan, que explica que a sociedade de Marinus está em perigo. Vários submersíveis contendo Voord, criaturas humanóides protegidos por anfíbios como borracha preta com roupas de mergulho, lavaram acima na praia. Inspirado por Yartek, o Voord estão a tentar entrar na torre e assumir o controle da Consciência.
Arbitan explica que a Consciência que agora foi atualizado o suficiente para controlar o Voord novamente, mas precisa ser ativado. Anos antes Arbitan tinha impedido a consciência de cair em controle Voord separando os cinco chaves necessárias para regulamentá-la. As cinco teclas estão em locais diferentes - um está na posse de Arbitan, mas os outros quatro estão espalhados por Marinus. As chaves só pode ser encontrada seguindo instruções pré-definido em mostradores de viagem, dispositivos assistir-como com o poder de transportar o utente em todo o planeta para os locais corretos. Arbitan pede que o Doutor e seus amigos ajudá-lo a afastar o Voord por reunir as chaves juntas. Outros tentaram realizar essa tarefa - mesmo a própria filha de Arbitan - mas nenhum deles voltou para a torre.
O doutor recusa o pedido de Arbitan, mas é incapaz de acessar a TARDIS devido a um campo de força Arbitan, nos lugares ao redor da nave. E assim o Doutor e seus companheiros são coagidos a ajudar Arbitan. Enquanto os quatro usam o teletransporte para longe da torre usando os mostradores de viagem, Arbitan é atacado e esfaqueado até a morte por um Voord que secretamente ganhou acesso à torre.
O primeiro local visitado pelos viajantes é a cidade de Morphoton. Os habitantes aparentemente avançados e pacifistas impressionar os viajantes com as sumptuárias, avanços e estética da cidade. Mas nem tudo é como parece. Barbara é a primeiro a perceber a verdade quando um disco hipnótico destina-se a fazer a sua mente receptiva dos pulsos hipnóticos, escorrega a testa, fazendo-a perceber que Morphoton é realmente um lugar de sujeira e miséria ao invés de beleza e luxo. Desconhecido para o doutor e a tripulação, Morphoton é governada por quatro criaturas do cérebro com olhos hediondos em hastes que, tendo superado os seus corpos, vivem em grandes campânulas e comunicar através de suas máquinas de suporte de vida. Os cérebros dos Morphoton usam a hipnose para controlar a população humana, e toda a cidade está subjugado à vontade deles.
Uma vez que os cérebros percebem que Barbara viu a verdade,ela é, portanto, imune a seu controle hipnótico, eles ordenar que ela fosse morta. Barbara foge e se esconde na cidade, não fazendo contato com a escrava Sabetha, que tem sido acusada de despertar de Barbara e condenado à morte. Barbara deduz Sabetha é a filha desaparecida de Arbitan, e vê Sabetha usa uma das chaves sobre seu pescoço. Barbara ajuda a quebrar o condicionamento de Sabetha, e juntos eles escapam e destroem os frascos e equipamentos de proteção dos Brains. Com seu suporte de vida arruinada, os Brains morrem, e todos os seres humanos da cidade são liberados. Outro escravo chamado Altos lembra ele também foi enviado para Morphoton por Arbitan, e ele e Sabetha decidir aderir ao Doutor e seus amigos em sua missão. Os seis agora dividiram, com o doutor a ir em frente para encontrar a chave final na Cidade de Millennius, enquanto os outros tentam encontrar a segunda chave no próximo destino.
O próximo local para os cinco pesquisadores é uma selva gritando perigoso, que tem um efeito particularmente debilitante na parte telepática de Susan. Na selva é um templo antigo cheio de plantas. Grande parte da flora é hostil e os viajantes são aliviados para encontrar o próximo Key tão facilmente, apoiado no topo de uma estátua no templo. No entanto, esta "chave" é um chamariz e, quando tocado, ativa máquinas antiga que faz com que a estátuas se movem. Na verdade, todo o local - selva e templo - é um lugar de perigo e as armadilhas. Quando Barbara é pega no mecanismo, uma estátua e desaparece no templo, Sabetha argumenta que ela pode ter possivelmente usado sua ligação de viagens para passar para o próximo local. Sabetha compara a "Key" Barbara encontrou com seu original e realiza a Key facilmente encontrado é realmente uma falsificação. Enquanto Ian permanece no templo para procurar a verdadeira chave, Altos, Sabetha e Susan vão para o próximo local de pesquisa para Barbara.
Ian ativa o mecanismo da estátua e também é levado para o templo, onde ele encontra Barbara novamente. Escondendo no templo, um um cientista está morrendo, Darrius, a quem Ian salva de um ataque de uma videira. Muito fraco, o velho explica as armadilhas do templo são para enganar o Voord, e que ele também é um amigo de Arbitan. Antes de morrer, Darrius diz Ian e Barbara a chave está escondida em "DE-3-O-2." As plantas mutantes, por um acelerador de crescimento construído por Darrius, tornam-se cada vez mais agressivas. Os dois amigos só agora conseguiram a recuperar a chave de um frasco de experiência antes da vegetação derrapagem do templo.
Ian e Barbara agora se teletransportararam para um deserto gelado onde se encontram com o caçador Duplicitous Vasor, que rouba suas chaves e envia Ian de volta para as terras de onde ele espera Ian ia ser comido por matilhas de lobos. Nos resíduos Ian encontra Altos, amarrado e abandonado, e trabalha fora Vasor é a culpa. Ian e Altos voltaram para a cabana do caçador e para confrontá-lo, forçando o homem ímpio para revelar as chaves roubadas em seu poder e levá-los para as cavernas de gelo, onde ele já havia abandonado Sabetha e Susan. As duas meninas foram entretanto, procurando nas cavernas de gelo e descobriu-se soldados mecanizados de gelo. Os viajantes estão reunidos, e em breve, encontrar a próxima chave congelado em um bloco de gelo. Seu ato em removê-lo revive os soldados de gelo, que começam uma jornada sangrenta. Eles fogem de volta para a cabana dos caçadores e recuperar seus mostradores roubados, se preparando para fugir. Vasor leva Susan refém e exige que eles fiquem. Um soldado Ice apunhala pelas costas e eles escapam.
Quando os viajantes chegaram ao próximo local, onde Ian se encontra, acusado do assassinato de Eprin, um amigo de Altos, que tinha descoberto a chave pouco antes de sua morte. A chave já desapareceu e Ian é acusado de roubo e assassinato de Eprin. A punição será morte se considerados culpados perante o tribunal de Millennius. Os outros viajantes estão reunidos com antecedência do julgamento de Ian, em que o Doutor assume o papel de advogado de defesa. Ele consegue adiar o julgamento por dois dias enquanto ele reúne provas e usa esse tempo para descobrir o que realmente aconteceu com Eprin. Ele trabalha para que o guarda alívio, Aydan, está implicado no assassinato, mas Aydan também é assassinado durante o curso do julgamento antes que ele possa revelar a verdade da trama. As coisas tomam um rumo para o pior quando Susan é seqüestrada e utilizada como um refém para tentar persuadir o doutor a não investigar os crimes mais longe. O seqüestrador é Kala, a viúva de Aydan, que está em conluio com Eyesen, o Procurador do Tribunal, que conseguiu convencer os três juízes do Millennium para encontrar Ian culpado do assassinato de Eprin. Felizmente, os outros acham Susan amarrada e amordaçado na casa de Kala. Kala antes de matá-la, como ela fez para seu próprio marido, e a trama é descoberta. Tarron, o investigador-chefe da cidade, também convenceu da culpa de Kala, mas eles ainda deve descobrir seu cúmplice para provar Ian não matou Eprin. O doutor ajuda a desmascarar Eyesen e descobrir a última chave, que tinha sido escondido na arma do crime, e Ian é liberado.
Os viajantes agora podem voltar para a ilha de Arbitan usando seus mostradores de viagem. Altos e Sabetha, depois de terem viajado em frente com todos, mas o último Key na sua posse. Eles não sabem que o velho Keeper está morto e que Yartek está agora a cargo, com os vestidos e vestes de Arbitan para manter a farsa. Yartek apreendeu as quatro primeiros Chaves e detém Altos e Sabetha prisioneiros enquanto ele aguarda a quinto e última. Quando o doutor e seus três amigos chegam eles logo percebem que o Voord tomaram o controle da torre e da Consciência. O doutor liberta Sabetha e Altos e desmascara a Voord. Ian também desempenhou o seu papel, e dado Yartek a chave falsa da selva gritando. Quando Yartek coloca a falsa Key na consciência, a máquina explode e ele é morto junto com o Voord ocupando. O Doutor e seus amigos fogem da torre com Altos e Sabetha antes do incêndio crescente ultrapassa a estrutura antiga.